# Nauvoo (Illinois)
Nauvoo – miasto w stanie Illinois w hrabstwie Hancock w Stanach Zjednoczonych.